# Berlin (Schiff, 1925)
Das Passagierschiff Berlin fuhr von 1955 bis 1966 unter der Flagge der Bundesrepublik Deutschland. Es wurde 1925 auf der Werft Armstrong Whitworth & Co. (Newcastle upon Tyne) für die Svenska Amerika Linien als Gripsholm gebaut.

## Geschichte

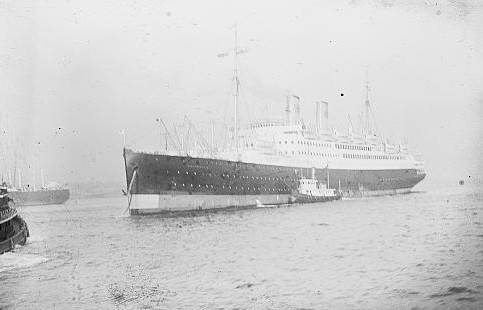
Die Gripsholm

### 1925 alsGripsholmin Dienst gestellt
Das 1925 für Svenska Amerika Linien unter dem Namen Gripsholm in Dienst gestellte Schiff war das erste Passagierschiff im Nordatlantik-Liniendienst mit einem Dieselmotorenantrieb und das Schwesterschiff der ebenfalls motorgetriebenen Kungsholm. Im Zweiten Weltkrieg stellte Schweden das Schiff von 1940 bis 1946 dem Internationalen Komitee vom Roten Kreuz für den Verwundeten- und Gefangenenaustausch der Kriegsparteien zur Verfügung. Im März 1946 nahm das Passagierschiff wieder den Liniendienst zwischen Göteborg und New York auf.

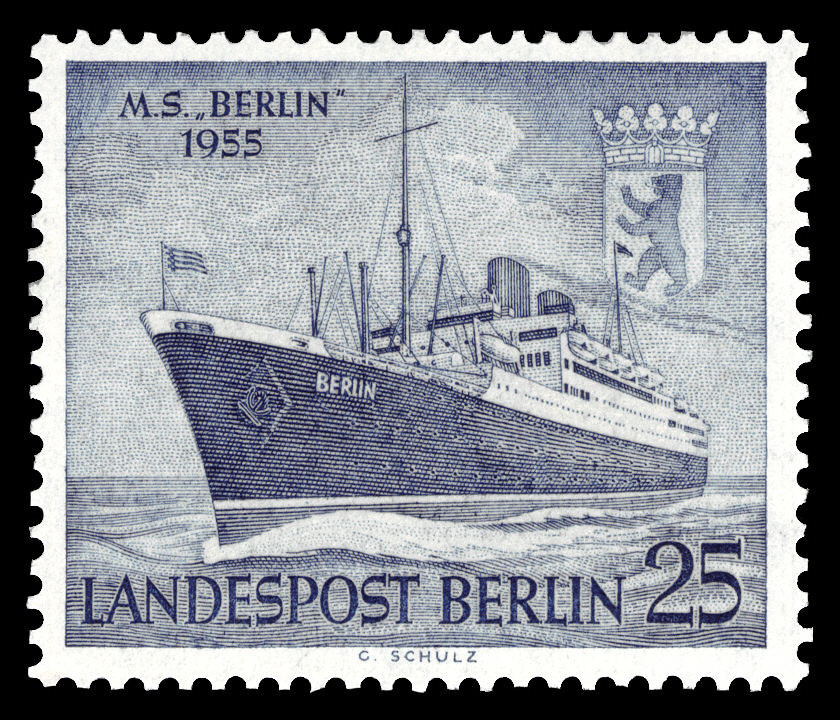
Briefmarke (1955) zum Stapellauf im Jahr der Umbenennung

### 1949 Umbau und Modernisierung

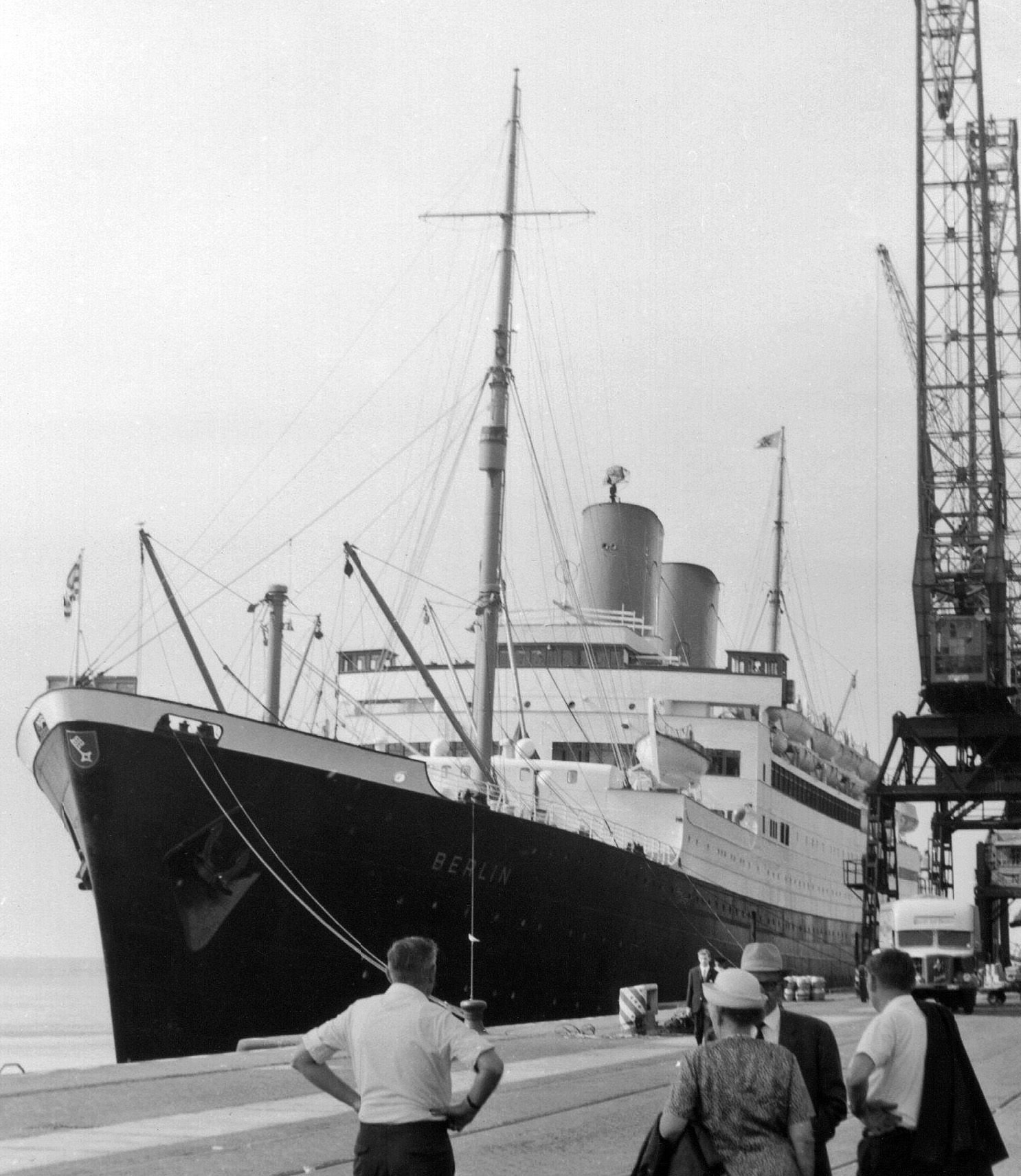
Die Berlin 1966 auf einer ihrer letzten Reisen in Bremerhaven

Auf der Werft Howaldtswerke in Kiel erfolgte von 1949 bis 1950 der Umbau und die Modernisierung der Gripsholm. Am 18. Juli 1952 rettete das Schiff vor New York die Besatzung des in Brand geratenen norwegischen Frachters Black Hawk. 1954 erwarb die Reederei Norddeutscher Lloyd (NDL) 50 Prozent der Eigneranteile an dem Schiff, das am 1. Februar 1954 seine erste Reise für die Bremen-Amerika-Linie, Bremen, antrat.

### 1955  inBerlinumbenannt
Am 7. Januar 1955 übernahm der Norddeutsche Lloyd (NDL) das Schiff komplett und nannte es in Berlin um. Zunächst war das Schiff im Liniendienst zwischen Bremerhaven und New York eingesetzt, bevor es im selben Jahr erneut umgebaut wurde. Auch auf mehreren Kreuzfahrten im Nordatlantik wurde die Berlin eingesetzt. Nach einer Reise Bremerhaven – New York – Bermuda – New York – Bremerhaven im Frühjahr 1966, auf der es mehrere Zwischenfälle gegeben hatte, wurde die Berlin stillgelegt.

### 1966 aufgelegt und verschrottet
Nach einer Reise nach New York und einem Abstecher auf die Bermudas wurde die MS Berlin Ende April 1966 in Bremerhaven stillgelegt und verholt. Die Vorräte an Bord wurden von der Besatzung entnommen. Am 15. Oktober 1966 wurde die Berlin endgültig außer Dienst gestellt. Sie wurde seit Januar 1966 von der (1953 als Kungsholm gebauten) Europa abgelöst. Die Berlin wurde zum Verschrotten nach La Spezia in Italien verkauft.
Die Berlin war ein solide gebautes Schiff, das wegen seiner geringen Höhe gut im Wasser lag und nicht zum Schlingern neigte. Als sie 1966 bei der Ausfahrt aus dem Hafen von St. George auf den Bermuda-Inseln unter dem Kommando von George H. Will eine heftige Grundberührung hatte, überstand der Rumpf diese, ohne leckzuschlagen. Auf der Rückreise brach vor Irland in den Mannschaftsquartieren ein Feuer aus, das erst nach einer guten halben Stunde unter Kontrolle gebracht werden konnte.
Wegen seines hohen Alters wies das Schiff zahlreiche kleinere Mängel auf. So war z. B. die Stopfbuchse der steuerbordseitigen Schraubenwelle undicht, und dauernd drangen mittlere Mengen von Wasser ein. Die Schmierung der Schiffsmaschine geschah noch weitgehend von Hand. Die Mannschaftsquartiere waren spartanisch.
Für eine Atlantiküberquerung von Bremerhaven nach New York benötigte sie typischerweise 11 Tage. Zum Vergleich: die United States benötigte für die gleiche Reise weniger als fünf Tage.
Kapitäne der Berlin waren von 1954 bis 1959 Heinrich Lorenz, H. Vollmers, K. O. Efferoth und ab 1965 George H. Will.